# Liste des collèges médiévaux de Toulouse

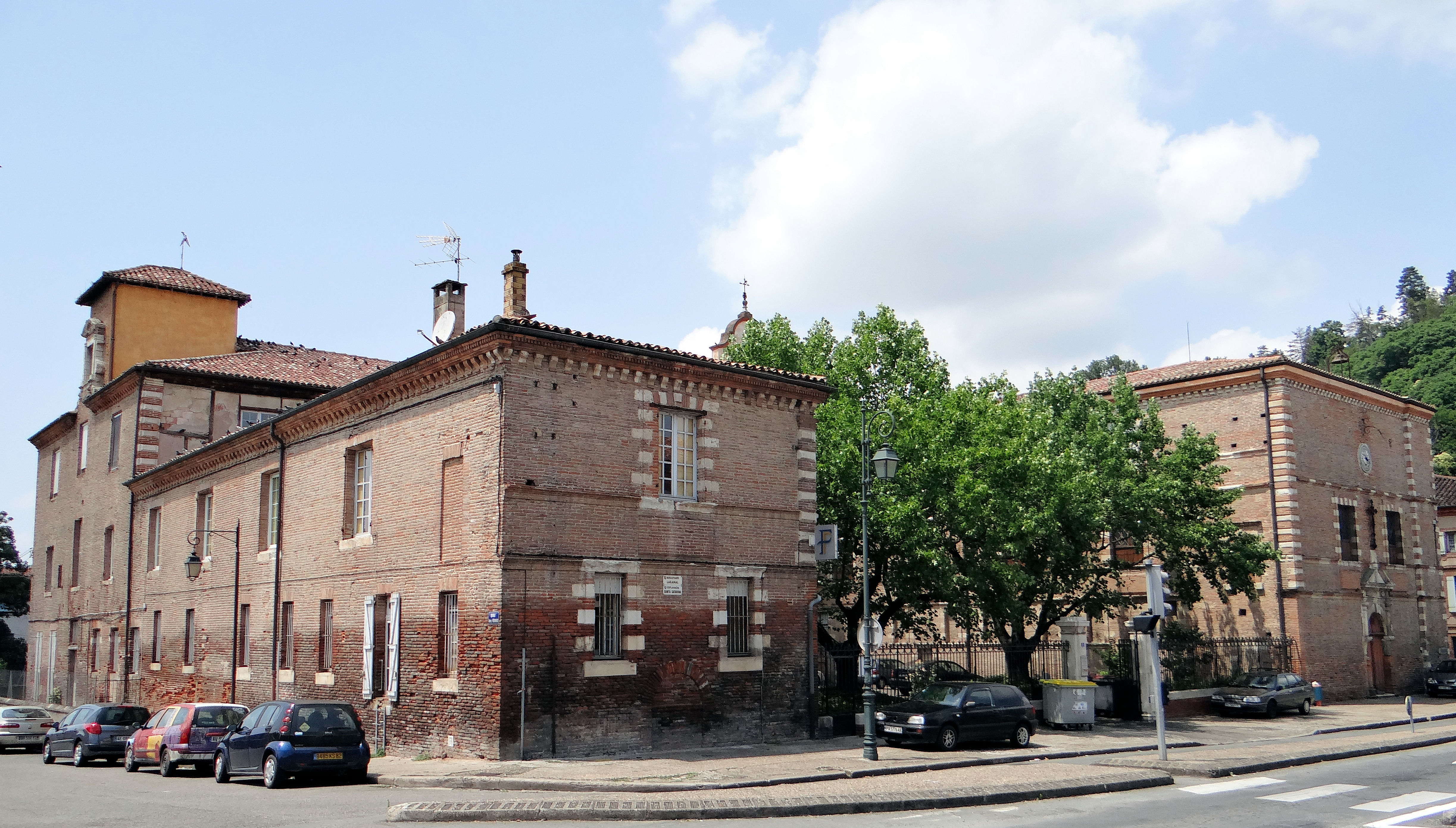
Moissac - Collège des Doctrinaires

Ceci est une liste des collèges médiévaux de Toulouse. Toulouse est, dès le XIIIe siècle, une importante ville universitaire, puisque la deuxième université du royaume de France y est fondée à la suite du traité de Meaux-Paris passé entre le roi de France, Louis IX, et le comte de Toulouse, Raimond VII. Rapidement, des collèges furent fondés afin d'aider et héberger les étudiants pauvres. Ils ont par la suite évolué vers une activité d'enseignement.

## Collèges médiévaux
- collège Saint-Raimond (1233, hôpital ouvert aux étudiants ; puis, 1403, pour 16 étudiants)
- collège de Vital Galtier (1243, premier collège de la ville, 20 étudiants)
- collège de Boulbonne (1251, pour les étudiants de l'abbaye de Boulbonne)
- collège Saint-Bernard (1281, pour les moines de l'abbaye de Grandselve)
- collège de Moissac ou de Saint Pierre des Cuisines (1286, pour les moines de l'abbaye de Moissac)
- collège de Montlezun (1319, 6 étudiants)
- collège d'Arnaud de Verdale (1337)
- collège de Narbonne (1342, 12 étudiants)
- collège Saint-Martial (1359, 20 étudiants)
- collège de Périgord (1360, 20 étudiants)
- collège de Maguelonne (1360, 10 étudiants en droit)
- collège de Montrevel ou de Lectoure (1369)
- collège Sainte-Catherine ou de Pampelune (1382, 12 étudiants, dont 6 du diocèse de Limoges)
- collège de l'Esquile (avant 1417, 6 étudiants)
- collège de Mirepoix (1417, 8 étudiants en droit)
- collège de Saint-Girons (1429) : no 23 rue Pharaon
- collège de Foix (1457)
- collège Saint-Jean (1478)

## Collège à l'époque moderne
- collège du Temple (1525) : no 13-15 rue de la Dalbade
- collège de Papillon (1533, 7 étudiants du diocèse de Bourges)
- collège Secondat ou de Madiran (1554, 5 étudiants de la région de Madiran)
- collège des Jésuites (1566), devenu Collège royal (1764)
- collège des Doctrinaires de Saint-Rome (1604)
- collège des Irlandais (1659, 12 étudiants irlandais du Munster)